# みっきぃふれあいマラソン
みっきぃふれあいマラソンは、兵庫県三木市で毎年3月の第2日曜日に開催されるマラソン大会である。

## 概要
市民の触れ合いを目的として、三木市が中心となる「みっきぃふれあいマラソン大会実行委員会」が主催している。種目は、1.5キロ（小学生のみ）・5キロ・10キロの距離があり、それぞれが年齢（1.5キロは学年）・性別によって分けられている。これとは別にファミリーの部も設けられている。毎年、市内外から約2500人の参加者が集まり、ファミリーの部は人気が高い。

## 開催地
- 三木山総合公園陸上競技場

　※ただし、2007年は兵庫県立三木総合防災公園陸上競技場で開催された。